# Куценко, Валерий Викторович
Вале́рий Ви́кторович Куце́нко (укр. Валерій Вікторович Куценко; род. 2 ноября 1986, Кременчуг, Полтавская область) — украинский футболист, полузащитник.

## Биография

### Клубная карьера
В ДЮФЛ выступал за «Княжу» и «Кремень». С 2003 года по 2006 год выступал за днепропетровский «Днепр». В основном играл за дубль и за «Днепр-2». 21 сентября 2005 года сыграл за основную команду «Днепра» в Кубке Украины в матче против клуба «Рава» (0:2).
С лета 2006 года выступал за киевскую «Оболонь». В команде дебютировал 21 июля 2006 года в матче против «Николаева» (7:1), в том матче Куценко отметился забитым голом. В сезоне 2009/10 «Оболонь» вышла в Премьер-лигу. 19 июля 2009 года дебютировал в Премьер-лиге в матче против харьковского «Металлиста» (0:2). В следующем матче против луганской «Зари» (3:0), Валерий отдал две результативные передачи и сам забил гол с пенальти.
24 июля 2015 подписал контракт с одесским «Черноморцем». В апреле 2017 года играл в полуфинале Кубка Украины за перволиговый «Николаев». 8 февраля 2019 года подписал контракт на полгода с азербайджанским клубом «Кешля».

### Карьера в сборной
В 2003 году выступал за юношеские сборные Украины до 17 и до 19 лет.

## Статистика
| Сезон   | Клуб                         | Лига            | Чемпионат | Чемпионат | Кубок | Кубок | Еврокубки | Еврокубки |
| Сезон   | Клуб                         | Лига            | Игры      | Голы      | Игры  | Голы  | Игры      | Голы      |
| ------- | ---------------------------- | --------------- | --------- | --------- | ----- | ----- | --------- | --------- |
| 2003/04 | Днепр-2                      | Вторая лига     | 24        | 3         | 0     | 0     | 0         | 0         |
| 2004/05 | Днепр-дубль (Днепропетровск) | Турнир дублёров | 18        | 4         | 0     | 0     | 0         | 0         |
| 2005/06 | Днепр-дубль (Днепропетровск) | Турнир дублёров | 24        | 4         | 0     | 0     | 0         | 0         |
| 2005/06 | Днепр (Днепропетровск)       | Высшая лига     | 0         | 0         | 1     | 0     | 0         | 0         |
| 2006/07 | Оболонь                      | Первая лига     | 25        | 2         | 2     | 0     | 0         | 0         |
| 2007/08 | Оболонь-2                    | Вторая лига     | 4         | 2         | 0     | 0     | 0         | 0         |
| 2007/08 | Оболонь                      | Первая лига     | 24        | 2         | 1     | 0     | 0         | 0         |
| 2008/09 | Оболонь                      | Первая лига     | 27        | 13        | 2     | 1     | 0         | 0         |
| 2009/10 | Оболонь                      | Премьер-лига    | 24        | 5         | 1     | 1     | 0         | 0         |
| 2010/11 | Кривбасс                     | Премьер-лига    | 19        | 1         | 0     | 0     | 0         | 0         |
| 2011/12 | Кривбасс                     | Премьер-лига    | 1         | 0         | 1     | 0     | 0         | 0         |
| 2012/13 | Ворскла                      | Премьер-лига    | 10        | 0         | 0     | 0     | 0         | 0         |